# فایر اند فلیم
فایر اند فلیم (به انگلیسی: Fyr & Flamme) گروه موسیقی دو نفره دانمارکی است.
آن‌ها نماینده دانمارک در یوروویژن ۲۰۲۱ هستند.